# 北海道立紋別病院
北海道立紋別病院（ほっかいどうりつもんべつびょういん）は、かつて北海道紋別市にあった病院。北海道立紋別高等看護学院に併設する形で立地していた。

## 沿革
- 1948年（昭和23年）：日本医療団北海道支部から北海道に移管し、「北海道立紋別病院」として開設[1]。
- 1955年（昭和30年）：改築工事完成[1]。
- 1974年（昭和49年）：総合病院承認[1]。旧病院から移転[1]。
- 2008年（平成20年）：北海道が「北海道病院事業改革プラン」策定[2]。
- 2009年（平成21年）：西紋の5市町村（紋別市・紋別郡滝上町・興部町・西興部村・雄武町）と北海道立紋別病院の移管に向けた協議開始[3]。
- 2010年（平成22年）：北海道と西紋地域5市町村において、移管に係る覚書及び確認書締結[1][4]。
- 2011年（平成23年）：「広域紋別病院」へ移管[1][5]。

## 機関指定
| 地域センター病院         | 保険医療機関                       |
| 災害拠点病院             | 救急告示病院（救急指定病院）       |
| 第二種感染症指定医療機関 | 労災保険指定病院                   |
| 生活保護法指定病院       | エイズ治療拠点病院                 |
| 結核予防法指定病院       | 更生医療指定病院                   |
| 養育医療指定病院         | 原子爆弾被爆者一般疾病医療取扱病院 |
| 臨床研修指定病院         |                                    |

## 診療科
- 内科
- 消化器内科
- 循環器内科
- 呼吸器内科
- 外科
- 産婦人科
- 小児科
- 眼科
- 整形外科
- 精神科
- 耳鼻咽喉科
- 皮膚科
- 泌尿器科
- 放射線科
- リハビリテーション科
- 神経内科
- 麻酔科

## アクセス
- 北紋バス「道立病院」バス停下車。